# إسماعيل بلمعلم
إسماعيل بلمعلم هو لاعب كرة قدم مغربي من مواليد 9 أبريل 1988 بمدينة الدار البيضاء، يشغل حاليا مركز مدافع في الجيش الملكي.

## ألقابه
الرجاء البيضاوي
- الدوري المغربي الممتاز : اللقب 2009، 2011
- دوري النتيفي : اللقب سنة 2010
- كأس العالم للأندية لكرة القدم 2013 : النهائي

 منتخب المغرب لكرة القدم للمحليين
- كأس العرب لكرة القدم
  - اللقب سنة 2012

## روابط خارجية
- إسماعيل بلمعلم على موقع الاتحاد الدولي (مؤرشف)  (الإنجليزية)
- إسماعيل بلمعلم على موقع قاعدة بيانات كرة القدم.إي يو (الإنجليزية)
- إسماعيل بلمعلم على موقع ناشيونال فوتبول تيمز (الإنجليزية)
- إسماعيل بلمعلم على موقع Soccerway.com (الإنجليزية)